# Warlock (1959)
Warlock is een Amerikaanse western uit 1959 onder regie van Edward Dmytryk. De film is gebaseerd op de gelijknamige roman uit 1958 van de Amerikaanse auteur Oakley Hall.

## Verhaal
De beroemde revolverheld Clay Braisedell wordt door de inwoners van Warlock als sheriff aangesteld. Hij moet hun stad beschermen tegen de bende van Abe McQuown. Als ook de komst van Blaisedell geen soelaas biedt, roept Johnny Gannon zichzelf uit tot hulpsheriff. Hij is een voormalig lid van de bende van McQuown en werkt zonder de hulp van Braisedell. Een confrontatie tussen Gannon en Braisedell kan niet uitblijven.

## Rolverdeling
| Acteur           | Personage        |
| ---------------- | ---------------- |
| Henry Fonda      | Clay Blaisedell  |
| Anthony Quinn    | Tom Morgan       |
| Richard Widmark  | Johnny Gannon    |
| Dolores Michaels | Jessie Marlow    |
| Dorothy Malone   | Lily Dollar      |
| Wallace Ford     | Rechter Holloway |
| Tom Drake        | Abe McQuown      |
| Frank Gorshin    | Billy Gannon     |
| DeForest Kelley  | Curley Burne     |
| Whit Bissell     | Petrix           |